# Acrotona sylvicola
Acrotona sylvicola är en skalbaggsart som först beskrevs av Ernst Gustav Kraatz 1856.  Acrotona sylvicola ingår i släktet Acrotona, och familjen kortvingar. Arten är reproducerande i Sverige.